# 11778 Кінгсфорд Сміт
11778 Кінгсфорд Сміт (11778 Kingsford Smith) — астероїд головного поясу, відкритий 16 жовтня 1977 року.
Тіссеранів параметр щодо Юпітера — 3,691.